# Погорелово (Ростовский район)
Погорелово — село Ростовского района Ярославской области, входит в состав сельского поселения Семибратово. 

## География
Расположено в 40 км на юго-восток от центра поселения посёлка Семибратово и в 36 км на юго-восток от Ростова.

## История
Одноглавая церковь в селе с колокольней сооружена в 1682 году стольником Иваном Алексеевичем Мещериновым и заключала 4 престола: Покрова Пресвятой Богородицы, св. Николая, св. прор. Илии и св. Иоанна Воина. 
В конце XIX — начале XX село входило в состав Нажеровской волости Ростовского уезда Ярославской губернии. В 1885 году в селе было 42 двора.
С 1929 года село входило в состав Мосейцевского сельсовета Ростовского района, с 2005 года — в составе сельского поселения Семибратово.

## Население
| 1859 | 1914 | 2007 | 2010 |
| ---- | ---- | ---- | ---- |
| 314  | ↗418 | ↘38  | ↘22  |

## Достопримечательности
В селе расположена действующая Церковь Покрова Пресвятой Богородицы (1682).